# جائزة اليابان الكبرى 1988
جائزة اليابان الكبرى 1988 هو سباق فورمولا 1 أقيم بتاريخ 30 أكتوبر 1988 في اليابان. كان الخامس عشر من أصل 16 في بطولة العالم لسباقات الفورمولا واحد موسم 1988. حلّ البرازيلي آيرتون سينا أولا بينما جاء الفرنسي ألن بروست في المركز الثاني وحصل على المركز الثالث البلجيكي تييري بوتسين.